# Новокаледонский лесной пастушок
Новокаледонский лесной пастушок (лат. Cabalus lafresnayanus) — вид крупных нелетающих птиц из семейства пастушковых. Вероятно является вымершим.

## Внешний вид
Длина тела 46 см. Птица плотного сложения с длинным, слегка загнутым вниз клювом. Окраска коричневая сверху и серая снизу. Клюв желтоватый.

## Ареал
Эндемик острова Новая Каледония.

## Образ жизни
Изучен плохо. Птица известна по семнадцати экземплярам, пойманным на острове в период с 1860 по 1890 год. Населяла вечнозелёные горные леса, преимущественно на юге острова. Ведёт сумеречный и ночной образ жизни, быстро бегает, летать не способна. Питается преимущественно насекомыми и мелкими позвоночными.

## Статус популяции
Из-за хищничества завезённых на остров крыс, свиней и одичавших кошек, вид, возможно, вымер. Известно, что этих нелетающих птиц легко добывали охотничьи собаки. Хотя после 1890 года никто эту птицу не видел, есть вероятность, что несколько птиц могло сохраниться в горных лесах. Имеются неподтверждённые данные, что птиц видели в 1960 и 1984 годах. Поиски новокаледонского пастушка в 1986 году, с помощью трансляции криков лордхаусского пастушка, результатов не дали. С 2003 по 2006 годы проводились опросы местных жителей в предполагаемых районах обитания пастушка, но результатов они не дали.